# 부모산
부모산(父母山)은 대한민국 충청북도 청주시 흥덕구 비하동과 지동동에 걸쳐 위치한 산이다.

## 사찰
정상부근에 연화사가 위치해 있다.

## 방송 송신 시설
| FM라디오 |                 |          |      |                                    |
| 채널     | 방송국명        | 호출부호 | 출력 | 가시청권                           |
| 91.5MHz  | CBS청주 라디오  | HLAC-FM  | 3㎾  | 청주,증평,진천,음성,괴산,보은 일부 |
| 96.7MHz  | BBS청주불교방송 | HLDJ-FM  | 3㎾  | 청주,증평,진천,음성,괴산,보은 일부 |
| 103.3MHz | tbn충북교통방송 | HLEO-FM  | 3㎾  | 청주,증평,진천,음성,괴산,보은 일부 |

## 같이 보기
- 연화사 (청주시)